# Suğla
Suğla (tur. Suğla Gölü) – bezodpływowe jezioro w południowej Turcji, w górach Taurus Zachodni.